# Hermandad de la Paz (Córdoba)
La Pontificia, Real, Venerable e Ilustre Hermandad Franciscana y Cofradía de Nazarenos de Nuestro Padre Jesús de la Humildad y Paciencia y María Santísima de la Paz y Esperanza Coronada es una Hermandad de culto católico de Córdoba. Tiene su sede canónica en la Iglesia Conventual del Santo Ángel (PP. Capuchinos), y realiza su estación de penitencia en la tarde-noche del Miércoles Santo.

## Historia
Fue fundada en el barrio de San Lorenzo en 1940 por jóvenes cofrades del barrio alrededor de una talla situada en la antigua Ermita de San Juan de Letrán. Ésta, que respondía a la advocación del Señor de la Humildad y Paciencia, es una imagen antigua y anónima, del siglo XVII, con corona de espinas y una expresión muy dulce. Estos jóvenes, que en su mayoría eran excombatientes de la Guerra civil, conformaron una nueva Hermandad en torno a los dogmas de la Paz y la Esperanza. Precisamente serían estos los que le darían nombre a la Titular mariana de la recién fundada corporación, obra de Juan Martínez Cerrillo en 1939.
Así, se celebró la bendición de la talla de María Santísima de la Paz y Esperanza en la Iglesia de San Andrés, un 8 de septiembre de 1939. Sin embargo, y a pesar de que la Hermandad pretendía establecerse en esta parroquia, por desavenencias surgidas entre el párroco y los fundadores de la Hermandad, la talla fue retirada del templo y llevada al domicilio particular de su autor, desde donde más tarde se trasladaría de incógnito a San Lorenzo. Afortunadamente, en febrero de 1940, la Curia provincial de los Padres Capuchinos autorizó la erección de la Cofradía en el Convento del Santo Ángel, ubicado en la Plaza de Capuchinos.
Sin embargo, esto le imposibilitó a la corporación contar con la imagen del Señor de la Humildad, que en aquel entonces dotaba de gran popularidad y devoción entre los vecinos de la feligresía de San Lorenzo. En la actualidad, y tras el cierre de la ermita de San Juan de Letrán, la talla recibe culto en la iglesia de San Lorenzo, bajo la popular advocación del Señor de las Penitas. 
Debido a esto, la corporación solicitaría a Martínez Cerrillo la hechura de una nueva talla del Señor de la Humildad y Paciencia, la cual, a pesar de no presentar la iconografía clásica de esta advocación, fue bien recibida por los hermanos, siendo bendecida el 24 de enero de 1943.
En los años anteriores, la Cofradía realizaría su primera estación de penitencia con la talla de María Santísima de la Paz y Esperanza, acompañada ésta sobre su paso procesional por una talla de San Juan Evangelista, una obra anónima que podría ser del siglo XIX, donada a tal efecto por la comunidad de Padres Capuchinos de Antequera, y la cual restauró Martínez Cerrillo al llegar a Córdoba. Procesionó junto a la dolorosa hasta 1960. 
En 1943, la corporación se ubicaría definitivamente en la jornada del Miércoles Santo, y en la estación de penitencia de 1945 se incorporaría al cortejo la imagen del Señor.
Con el paso de las décadas, la Hermandad vio enriquecido en gran medida su patrimonio material, gracias principalmente a la inestimable colaboración de Martínez Cerrillo y Fray Ricardo de Córdoba entre otros.
El 8 de septiembre de 1989 tuvo lugar la función conmemorativa del 50.º Aniversario de la bendición de la talla mariana. Durante todo 1990, la Hermandad celebraría esta efeméride con un sinfín de actos:
- El 20 de enero, Fray Ricardo de Córdoba pronunció el Pregón del Aniversario, al que seguirían las celebraciones litúrgicas en honor de la Titular cuatro días después.
- El 28 de ese mismo mes tuvo lugar una función solemne, retransmitida para todo el país por la Cadena COPE de radio.
- El 24 de febrero, se recordó en una misa solemne la llegada de la Hermandad a su sede canónica y la aprobación de sus reglas fundacionales, además de imponerse la medalla de la Hermandad a todos los religiosos de la comunidad.
- El 3 de marzo estaba previsto que el Señor de la Humildad y Paciencia presidiera el Vía Crucis General de las Cofradías de Córdoba en la catedral, aunque la lluvia hizo que el acto tuviera que realizarse en el interior de la sede canónica.
- Finalmente, el 13 de septiembre de ese año, se inauguró una exposición de enseres de la corporación, presentándose el mismo día la monografía titulada "Cincuentenario fundacional de la cofradía de la Paz (1940-1990)", escrita por José Gálvez Galocha.

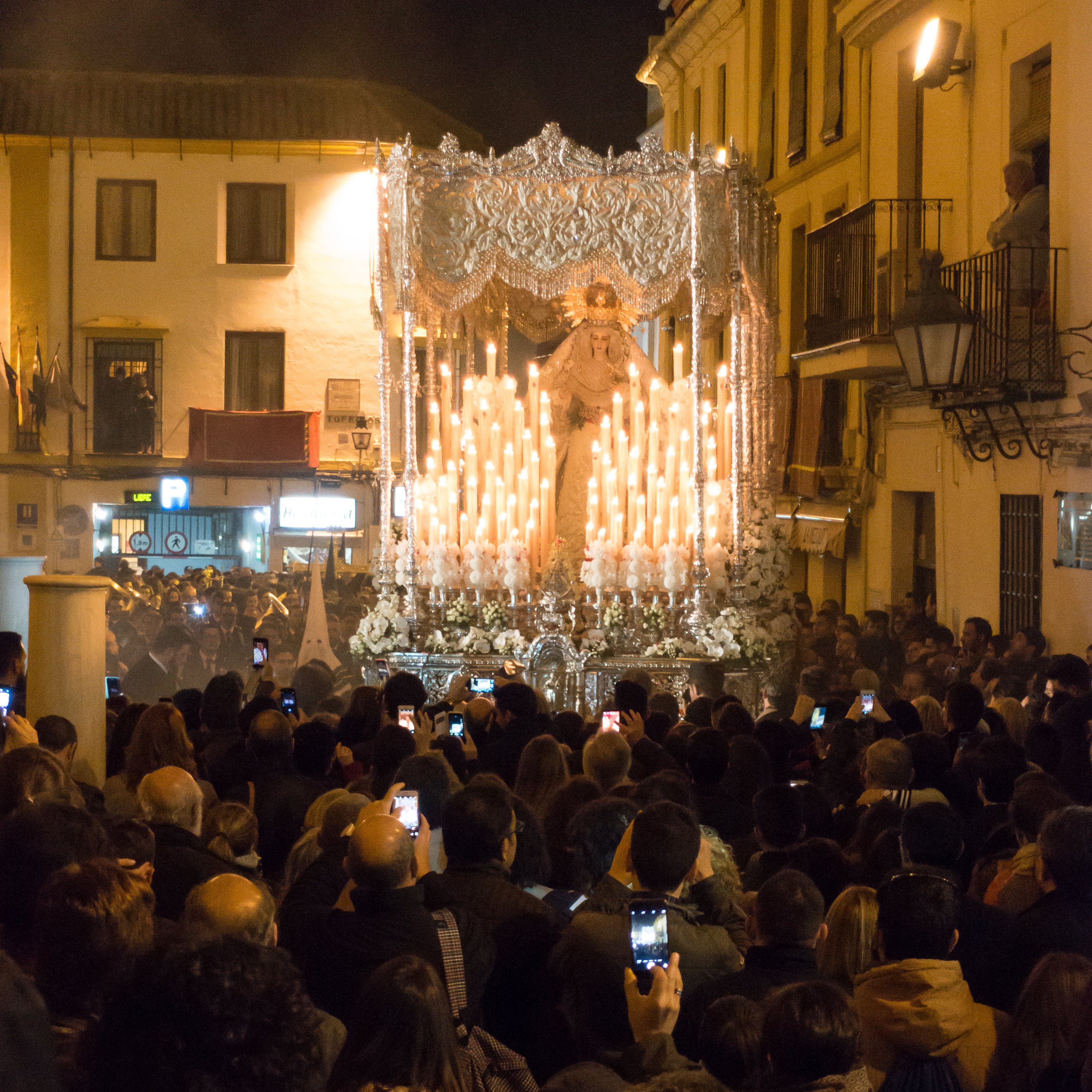
María Santísima de la Paz y Esperanza sobre su paso de palio en la estación de penitencia de 2016.

En las décadas siguientes, la corporación seguiría enriqueciendo su patrimonio, además de vivir un notable aumento en el número de hermanos y nazarenos, llegando a convertirse durante varios años de la nueva centuria en la Cofradía con el cortejo nazareno más extenso de la Semana Santa de Córdoba. De la misma manera, la corporación participó en el Viacrucis Magno de la Fe del año 2013 y en la Magna Exposición Nazarena «Por tu cruz redimiste al mundo» de 2019, procesionando en ambos casos a su Titular cristífero sobre su paso de misterio. Durante estos años, tendría lugar el 75 Aniversario de la hechura de María Santísima de la Paz y Esperanza, y del Señor de la Humildad y Paciencia, en el año 2014 y 2018 respectivamente. En ambos casos, la Hermandad celebró un sinfín de actos que culminaron con dos salidas extraordinarias desde la mezquita-catedral.
Finalmente, el sábado 15 de octubre de 2022, María Santísima de la Paz y Esperanza fue coronada canónicamente en la Santa Iglesia Catedral de Córdoba por el Obispo D. Demetrio Fernández. 

## Imágenes

### Nuestro Padre Jesús de la Humildad y Paciencia

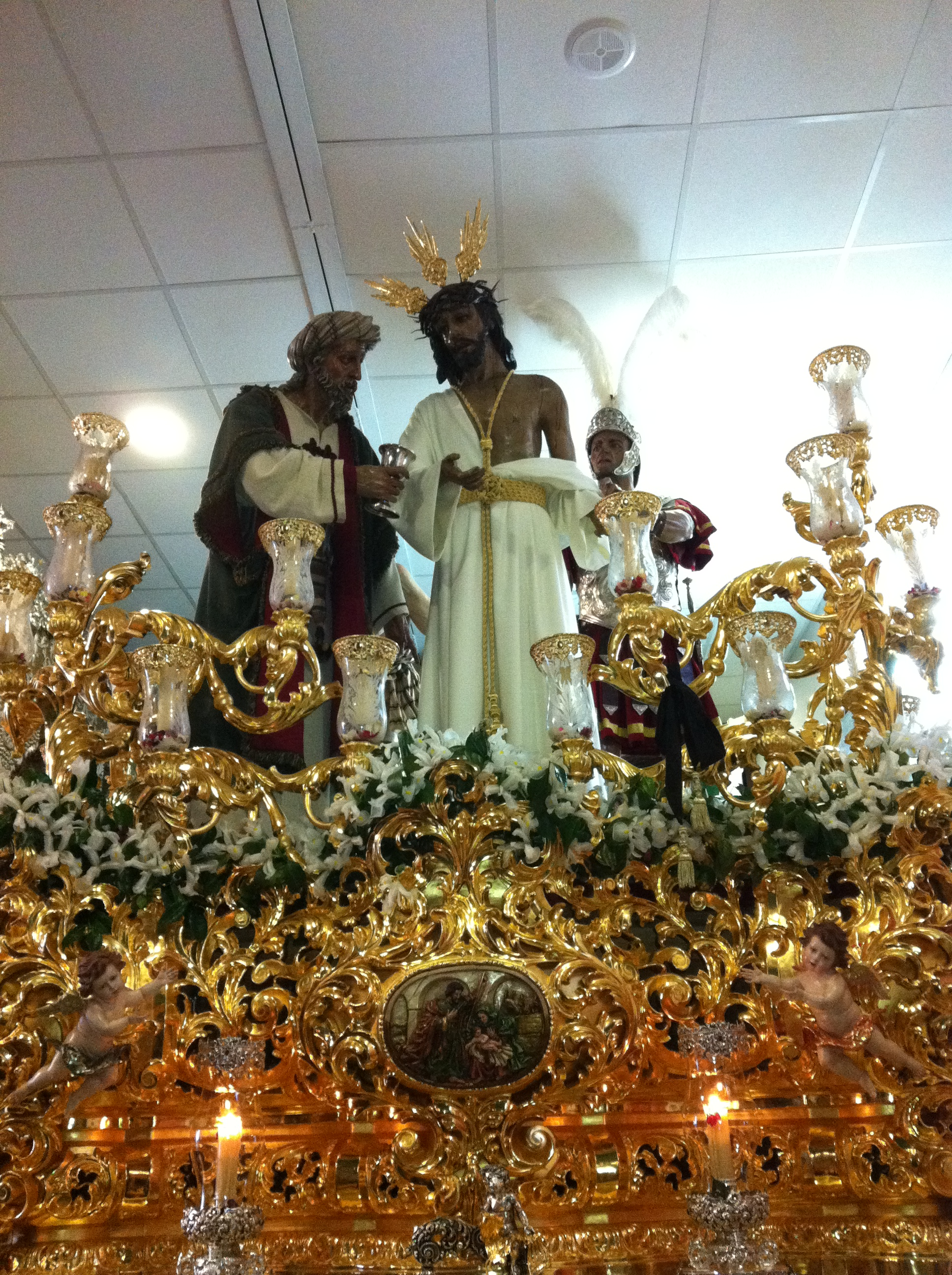
Nuestro Padre Jesús de la Humildad y Paciencia sobre su paso de misterio.

Es una obra de Juan Martínez Cerrillo en 1943.
Procesiona en un gran paso de misterio, que representa el pasaje evangélico en el que Jesús es despojado de sus vestiduras para ser crucificado en el Monte Calvario. En el caso de este misterio, un soldado romano le despoja de su túnica, mientras un sanedrita le ofrece bálsamo. Tras ellos Simón de Cirene deja la cruz en el suelo, juntos a los dos ladrones, Dimas y Gestas, que esperan su crucifixión. En la parte trasera del misterio, un tribuno sobre un impetuoso caballo blanco da las instrucciones a otro sayón para colocarle el INRI de la sentencia en la Cruz, una vez haya sido crucificado. 
El grupo escultórico fue realizado por el imaginero Antonio Bernal Redondo, estrenado en 1997, y es llevado por un paso estrenado en el mismo año, realizado por el taller cordobés de Santa Águeda, y dorado en años posteriores por el taller sevillano de Calvo. Es el paso de mayores dimensiones de la Semana Santa de Córdoba y uno de los más espectaculares, tanto por su valor artístico como por la forma de portarlo sus costaleros, siendo portado por un total de 50. Anteriormente había tenido otros dos pasos y misterios realizados por Martínez Cerrillo.

### María Santísima de la Paz y Esperanza Coronada

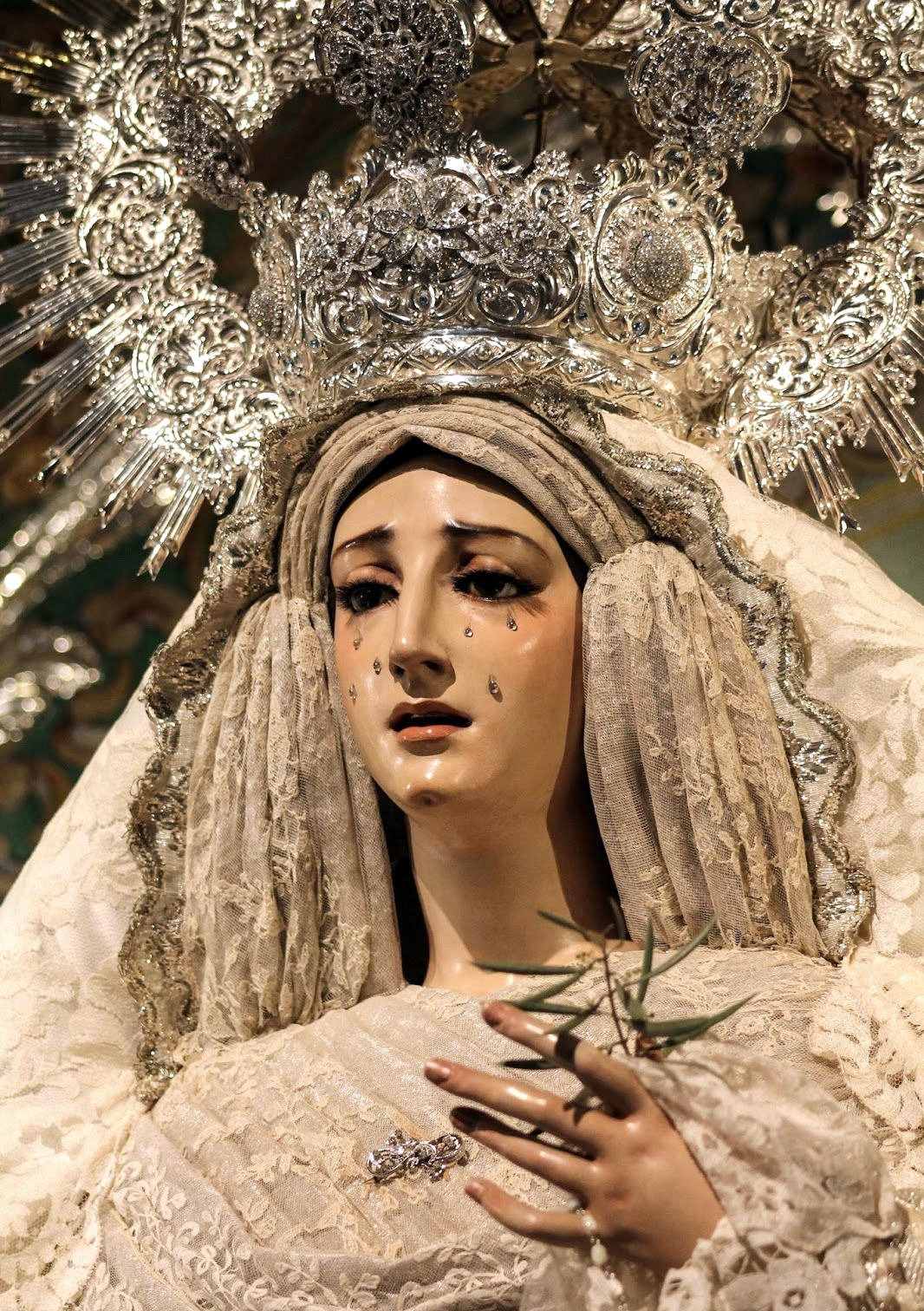
María Santísima de la Paz y la Esperanza.

Obra también del imaginero Juan Martínez Cerrillo en 1939, siendo la primera talla que realizó para la ciudad de Córdoba. Dispone de su propia capilla, realizada en guadamecíes también por Martínez Cerrillo en 1987, en la Iglesia del Santo Ángel. Es conocida popularmente como la Reina de Capuchinos
Procesiona sobre un lujoso paso de palio de impronta argéntica y de forma ochavada, siendo ésta su principal característica. El palio, estrenado en el año 2012, es diseño de Jesús de Julián, encontrándose realizado en oro blanco a realce en el taller de bordados de Salteras. La crestería de plata que corona el conjunto decimonónico es de Hermanos Zamorano, y la figura de San Rafael de la Gloria está tallado y policromo por Álvaro Vizcaíno. No obstante, antes de 2011, la dolorosa había procesionado sobre otros pasos de palio, diseñados por Martínez Cerrillo y Fray Ricardo de Córdoba. Es destacable el anterior al actual, en cuya decoración predominaban las figuras de las palomas, lo que le hizo a la imagen ser también conocida popularmente como la Paloma de Capuchinos.
Los respiraderos del paso son de metal plateado de Villareal de 1972, con varales de Manuel de los Ríos de 1978, y candelabros de cola de 1982. La candelería es de función del año 1992.
Fue coronada canónica y pontíficamente el 15 de octubre de 2022.

## Itinerario
SALIDA (17:30)
Plaza de Capuchinos, plaza de las Doblas, Conde de Torres Cabrera, San Zoilo, plaza de San Miguel, San Álvaro, José Cruz Conde, plaza de las Tendillas, Gondomar, San Felipe, plaza de San Nicolás, San Felipe, Valladares, Tesoro, plaza de la Trinidad, Lope de Hoces, paseo de la Victoria, Doctor Fleming, Campo Santo de los Mártires, Santa Teresa de Jornet, Ronda de Isasa
ENTRADA EN CARRERA OFICIAL (20:54)
Puerta del Puente, plaza del Triunfo, Torrijos, Cardenal Herrero, Puerta del Perdón, Patio de los Naranjos, Puerta de las Cofradías
ESTACIÓN PENITENCIAL EN EL INTERIOR DE LA SANTA IGLESIA CATEDRAL
Puerta de las Palmas y Arco de Bendiciones, Patio de los Naranjos, Puerta de Santa Catalina, Magistral González Francés
SALIDA DE CARRERA OFICIAL (21:17)
Cardenal González, San Fernando, Diario de Córdoba, Capitulares, Alfonso XIII, plaza de Capuchinas, Calleja Barqueros, plaza de San Miguel, Góngora, plaza de los Carrillos, plaza de Chirinos, Caño, Manuel María de Arjona, Osario, plaza de Colón, Jardines de la Merced, plaza de Colón, Conde de Torres Cabrera, plaza de las Doblas, plaza de Capuchinos 
ENTRADA (01.45)

## Acompañamiento Musical
- En el Misterio: Banda de Cornetas y Tambores Nuestra Señora de la Salud (Córdoba)
- En el Palio: Banda de Música del Arahal (Sevilla).

### Marchas dedicadas

#### Marchas dedicadas a Nuestro Padre Jesús de la Humildad y Paciencia
- Humildad y Paciencia (Agrupación Musical La Estrella de Alcalá de Guadaíra).

- Al Cristo de los Faroles (D. Montoro y Miguel A. Font)

- Humildad Bajo la Luna Flamenca (Miguel A. Font)

- Despojado de la Paz (AM Sto Tomás de Villanueva)

- De Capuchinos Al Cielo (AM Sto Tomás de Villanueva)

- Humilde Rey de Capuchinos (Emilio Muñoz Serna)

- Al Son de tu Humildad (Miguel A. Font)

- Costaleros de Humildad (Miguel A. Font)

- Al Señor de la Paz (Ángel Pardo)

- Nazarenas de la Paz (Antonio J. Criado)

- De Capuchinos al Cielo (David Peragón Romero)

- Bajo tu Humilde Mirada (José Manuel Lechuga)

- Sueño de Miércoles Santo (Manuel J. Guerrero Marín)

- Tu divina Humildad (José Carlos Garrido Navarro)

- Humildad (Manuel Roldán Roldán) Popurrí realizado en honor al Cristo de la Humildad y Paciencia con marchas dedicadas a este.

- Miradas (Sergio Larrinaga Soler)

- Coplas en tu Jardín (Jorge Águila Ordóñez)

- El Padre (Sergio Pastor González)

#### Marchas dedicadas a María Santísima de la Paz y Esperanza
- Paloma de Capuchinos (Francisco Melguizo - Pedro Gámez Laserna)

- Paz y Esperanza (Martín Salas Martínez)

- La Paz (José Ramón Rico Muñoz)

- A mi Reina de la Paz (Martín Salas Martínez)

- Pasa la Paz y Esperanza (Manuel Alba)

- Los Destellos de tu palio (Manuel Pérez)

- Paz y Esperanza Coronada (Juan R. Vílchez)

- Coronación de la Paz y Esperanza (Rafael Wals Dantas)

- Reina y Señora de Capuchinos  (Víctor Manuel Ferrer)

- Niña de Cerrillo Coronada (Christian Palomino Olias)

- Córdoba te corona de Paz (Jesús Joaquín Espinosa de los Monteros)

- Noche bordada en Plata (Pablo Martínez Recio)

- Paloma Cordobesa  (David Torres Fernández)

- La Paz  (Francisco Javier Guzmán)

## Paso por la carrera oficial
| Predecesor: El Calvario | Orden de entrada en la carrera oficial (Miércoles Santo) Tercer lugar | Sucesor: La Misericordia |